# Scartelaos cantoris
Scartelaos cantoris é uma espécie de peixe da família Gobiidae e da ordem Perciformes.

## Morfologia
- Os machos podem atingir 11,9 cm de comprimento total.[5][6]

## Habitat
É um peixe marítimo, de clima tropical e demersal.

## Distribuição geográfica
É encontrado no Oceano Índico oriental, nas Ilhas Andaman.

## Observações
É inofensivo para os humanos.